# Feldmühle (Technik)

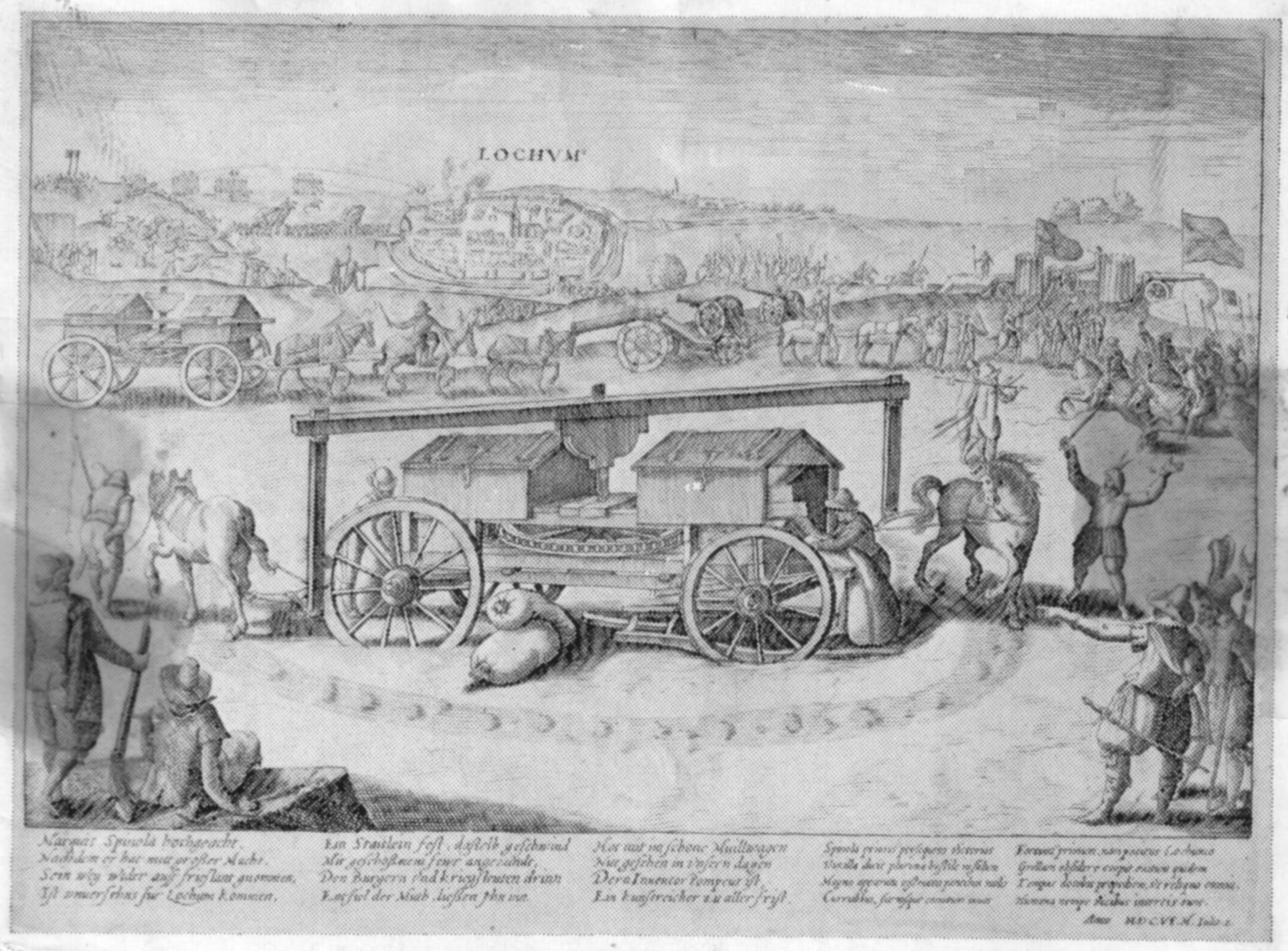
Feldmühle oder Wagenmühle

Eine Feldmühle (auch: Wagenmühle) ist eine besondere Art der Göpelmühle. Das Mahlwerk der Feldmühle ist auf einem Wagen montiert, der von Pferden gezogen wird. Sie wurden eingesetzt zur Truppenversorgung im Krieg.
Man unterscheidet zwei Antriebsarten:
- Feldmühlen, die während des Wagenlaufs das Mahlwerk über die Radachse antrieben.
- Feldmühlen, die im Göpelbetrieb das Mahlwerk antrieben.

Es sind auch Feldmühlen mit kombinierter Antriebsart bekannt.
Bereits auf einem Kupferstich von Zonca „Novo teatro di machine, 1607“ ist eine solche Göpelmühle abgebildet.